# Giusi Cataldo

Giusi Cataldo in una scena del film Compagni di scuola (1988)

Giuseppa Cataldo, detta Giusi (Palermo, 5 settembre 1961), è una regista teatrale e attrice italiana.

## Biografia
Si è formata in teatro con Vittorio Gassman, Gigi Proietti, Giorgio Strehler e al cinema con Mario Monicelli, Carlo Verdone e Carlo Carlei.
Nel 1988 recita nel film di Carlo Verdone Compagni di scuola.
Esordisce come regista con il testo Le voci buie, scritto a quattro mani con Caronna, con cui ha vinto il premio "AstiTeatro 1993" per le categorie "miglior testo teatrale" e "miglior regia". È anche la protagonista dello spettacolo, che vede assieme sul palcoscenico attori udenti e non. Il testo ha un chiaro spunto autobiografico: i genitori della Cataldo sono entrambi audiolesi.
In vista delle elezioni regionali siciliane del 2012 l'Italia dei Valori le chiese di candidarsi come deputato regionale: l'attrice sembrava sul punto di accettare ma, essendo la proposta arrivata troppo tardi, fu costretta a rinunciare per motivi tecnici.
Nel 1989 è la protagonista di Corsa di primavera per la regia di Giacomo Campiotti presentato alla Settimana della Critica alla Mostra del Cinema di Venezia e vincitore del Giffoni Film Festival. È candidata ai Nastri d'argento quale miglior interprete femminile. Seguiranno poi Rossini! Rossini! per la regia di Mario Monicelli, La corsa dell'innocente di Carlo Carlei, L'albero dei destini sospesi di Rachid Behnadj, Locride Calabria di Vittorio Badolisani, La vita altrui di Michele Sordillo A.A.A.Achille di Giovanni Albanese. Ermanno Olmi la sceglie come voce di Maria Salviati De Medici ne Il mestiere delle armi.
Per quanto riguarda l'attività teatrale, oltre al già citato Le voci buie comprende, tra le altre interpretazioni, Cyrano de Bergerac per la regia di Gigi Proietti, Oh Luciano per la regia di Alvaro Piccardi, Affabulazione e Poesia alla Vita per la regia di Vittorio Gassman, Cavalleria rusticana per la regia di Ennio Coltorti, il Pinocchio di Collodi nell'allestimento di Roberto Guicciardini, Black Comedy di Terlizzi e Coccodrilli di Giorgio Gallione. Più recentemente è stata la protagonista accanto ad Andrea Roncato della commedia inglese Nessuno è perfetto di Simon Williams per la regia di Alvaro Piccardi, a Massimo Venturiello, ne L'uomo, la bestia e la virtù di Pirandello sempre per la regia di Alvaro Piccardi, e a Roberto Herlitzka ne Il gioco delle parti, ancora di Pirandello, per la regia di Gigi Dall'Aglio. Nel gennaio del 2015 interpreta la moglie di Pino Caruso nell'opera di Pirandello Non si sa come in scena al Teatro Biondo stabile di Palermo.
Nel 1998 organizza assieme a Bebo Moroni la tre giorni Palermo contro la pena di morte e nell'ambito della manifestazione, patrocinata dal Comune di Palermo e da Amnesty International, presenta la versione teatrale del radiodramma Twelve Hungry Men di Reginald Rose da cui il celebre film La parola ai giurati di Sidney Lumet, stesso titolo con cui viene presentato l'allestimento della Cataldo.
Nel novembre 2013 riporta a Palermo la "Festa dei Morti", con una manifestazione culturale intitolata "Notte di Zucchero", che coinvolge la città di Palermo con più di 30.000 presenze. Ai Cantieri Culturali alla Zisa si sono avvicendate pièce teatrali, spettacoli musicali e per bambini, bancarelle di cibo da strada e la creazione del Pupo di Zucchero più grande del mondo. Nell'aprile del 2015 è regista e attrice dell'opera teatrale Niente per niente uno spettacolo andato in scena a Roma alla Sala Umberto e nelle scuole romane. un progetto contro l'usura e il sovraindebitamento a cura dell'ambulatorio antiusura e Adventum.
Molto intensa anche l'attività televisiva, che la vede protagonista di numerose fiction tra cui Racket accanto a Michele Placido, Incantesimo, L'Attentatuni di Claudio Bonivento, Non parlo più di Vittorio Nevano, la serie Compagni di scuola per la regia di Tiziana Aristarco e Riccardo Donna, Per amore, regia di Maria Carmela Cicinnati e Peter Exacoustos, Il bello delle donne, Ricomincio da me di Simona Izzo. È una delle protagoniste della maxi fiction Orgoglio in tutte e tre le edizioni andate in onda per Rai Uno.
Dall'agosto 2011 è una delle protagoniste di CentoVetrine nel ruolo di Matilda Herrera-Diaz. Abbandona la soap nell'ottobre 2012, per poi ritornarvi brevemente nel gennaio 2013 e tra il maggio e il giugno dello stesso anno; in seguito rientra stabilmente nel cast.

## Filmografia

### Cinema
- Compagni di scuola, regia di Carlo Verdone (1988)
- Corsa di primavera, regia di Giacomo Campiotti (1989)
- Rossini! Rossini!, regia di Mario Monicelli (1991)
- La corsa dell'innocente, regia di Carlo Carlei (1992)
- La vita altrui, regia di Michele Sordillo (2000)
- Arresti domiciliari, regia di Stefano Calvagna (2000)
- A.A.A.Achille, regia di Giovanni Albanese (2001)
- Tornare indietro, regia di Renzo Badolisani (2002)
- La siciliana ribelle, regia di Marco Amenta (2009)
- Manuale d'amore 3, regia di Giovanni Veronesi (2011)

### Televisione
- Uno di noi – serie TV, episodio 1x07 (1996)
- Racket – miniserie TV, 6 episodi (1997)
- Il rumore dei ricordi – miniserie TV (2000)
- Incantesimo – serial TV, 6 episodi (2000-2001)
- L'attentatuni - Il grande attentato – miniserie TV (2001)
- Compagni di scuola – serie TV, 26 episodi (2001)
- Per amore – miniserie TV (2002)
- Il bello delle donne – serie TV, 5 episodi (2003)
- Ricomincio da me – miniserie TV, 4 episodi (2005-2006)
- Orgoglio – serie TV, 39 episodi (2004-2006)
- Distretto di Polizia  – serie TV, episodio 8x03 (2008)
- Volare - La grande storia di Domenico Modugno – miniserie TV (2013)
- Don Matteo – serie TV, 1 episodio (2018)
- Una pallottola nel cuore – serie TV, episodi 3x01-3x02 (2018)
- Un posto al sole – serial TV (2022)